# Jonathan Chiche
Jonathan Chiche est un acteur français, né le 25 novembre 1979 à Paris, Île-de-France (France).

## Cinéma
- 1995 : Les Apprentis, de Pierre Salvadori
- 1995 : Fast, de Dante Desarthe

## Télévision
- 1994 : Les Intrépides (série TV) : Qui est mon père ?, de Bernard Dubois